# Laganas
Laganas (Grieks: Λαγανάς) is een plaats in het zuiden van het Ionische eiland Zakynthos. Het is een modern stadje met veel bars en uitgaansgelegenheden. Het is zeer in trek bij Britse jeugd.
Administratief is Laganas een deelgemeente (dimotiki enotita) van de gemeente (dimos) Zakynthos, in de Griekse bestuurlijke regio (periferia) Ionische Eilanden. De plaats telt 5.894 inwoners.
Vanuit het haventje van de stad vertrekken veel toeristische boottochten naar het schildpad-eiland Marathonisi dat verderop in de Baai van Laganas ligt. Hier nestelen de karetschildpadden die Zakynthos hun bekendheid geven. De bekendheid van deze dieren is tevens hun ondergang, ze raken gedesoriënteerd door de felle feestverlichting als ze op weg zijn naar hun geboortestrand om eieren te leggen. Als ze dit strand niet kunnen bereiken dumpen ze de eieren in zee en gaat het broedsel, en op den duur de soort, verloren.
Net buiten Laganas liggen veel hotels aan de baai, dat een mooi zandstrand heeft. In 1965 werd aan het strand een standbeeld voor Vesalius opgericht, omdat werd aangenomen dat de grote anatoom bij Kalogerata was begraven.

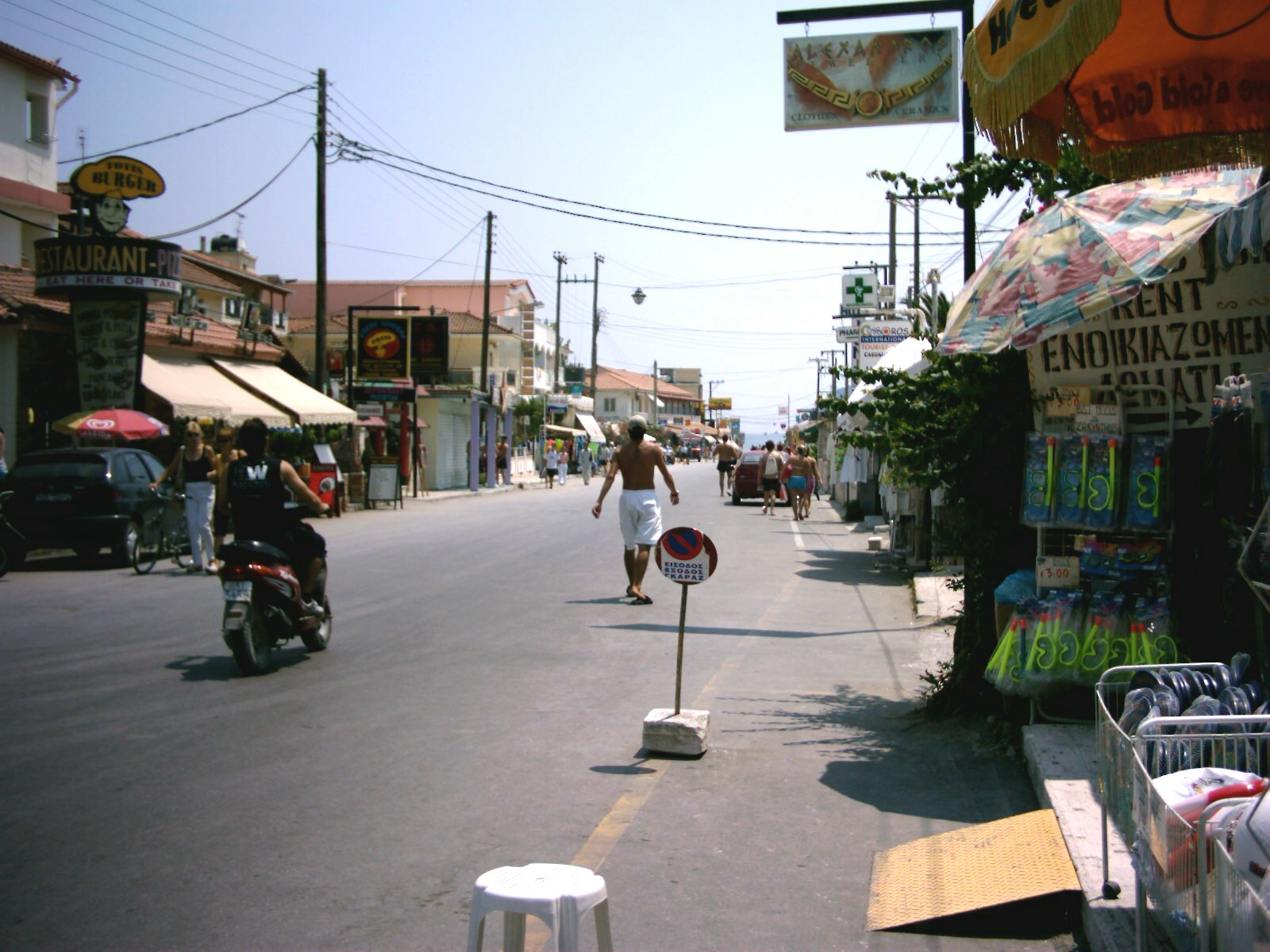
Hoofdstraat van Laganas (2003)
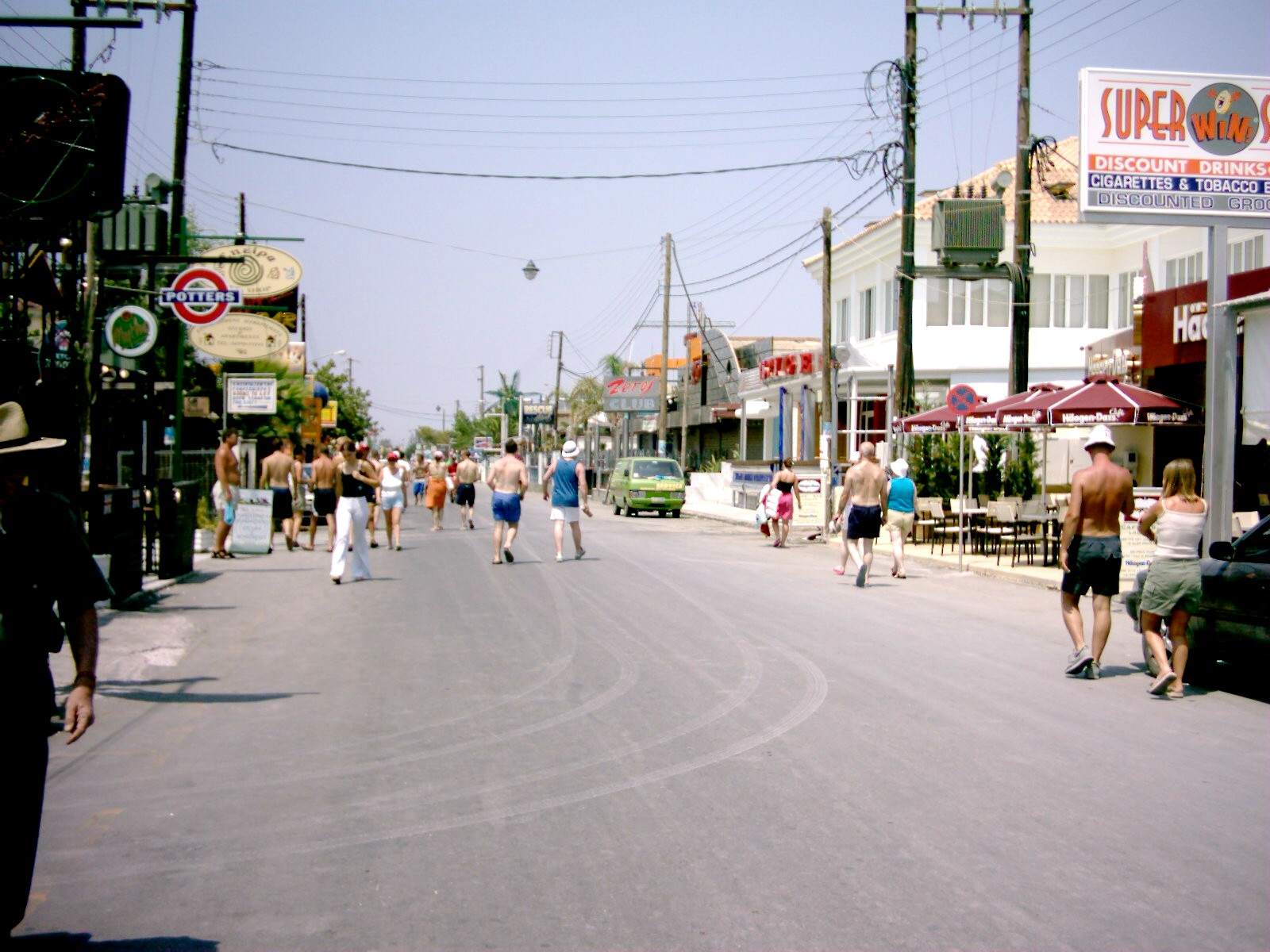
Hoofdstraat van Laganas (2003)